# U 82 (U-Boot, 1916)
U 82 war ein diesel-elektrisches U-Boot der deutschen Kaiserlichen Marine. Es kam im Ersten Weltkrieg zum Einsatz und wurde danach an Großbritannien ausgeliefert.

## Einsätze
U 82 lief am 1. Juli 1916 bei der Germaniawerft in Kiel vom Stapel und wurde am 16. September 1916 in Dienst gestellt. Ab November 1916 war das U-Boot der IV. U-Boot-Flottille in Emden und Borkum zugeordnet. Der Indienststellungskommandant war Kapitänleutnant Hans Adam (16. September 1916 bis 29. April 1918). Kapitänleutnant Heinrich Middendorff übte das Kommando in der Zeit danach bis zum Kriegsende aus (30. April 1918 bis 11. November 1918).  	
U 82 führte während des Ersten Weltkriegs elf Operationen in der Nordsee und im östlichen Nordatlantik durch. Dabei wurden 36 Handelsschiffe mit einer Gesamttonnage von 110.166 Registertonnen (BRT) versenkt. Darunter befanden sich sowohl Fahrzeuge kriegführender Mächte als auch neutraler Staaten.
Das größte von U 82 versenkte Schiff war der französische Frachter Omnium (8.719 BRT), der am 2. Januar 1917 etwa 120 Meilen westsüdwestlich von Penmarch sank. Das Schiff befand sich auf einer Fahrt von New Orleans nach Saint-Nazaire, als es von U 82 angegriffen wurde.
Das größte beschädigte Schiff war der US-amerikanische Truppentransporter Mount Vernon, die frühere Kronprinzessin Cecilie. Das über 18.000 BRT große Schiff erlitt am 5. September 1918 einen Torpedotreffer durch U 82, erreichte aber schwerbeschädigt den Hafen von Brest. Bei dem Angriff starben 36 Menschen. Wenige Tage danach, am 12. September 1918, griff U 82 das britische Passagierschiff Galway Castle (knapp 8.000 BRT) an. Die Galway Castle wurde dabei so schwer beschädigt, dass 143 Menschen starben und das Schiff drei Tage später sank.

## Verbleib
Am 16. Januar 1919 wurde U 82 als Kriegsbeute an das Vereinigte Königreich ausgeliefert. Die Verschrottung erfolgte in den Jahren 1919 und 1920 in der nordenglischen Stadt Blyth.

## Sonstiges
U 82 bewies, wie auch seine Schwesterboote derselben Serie, eine hohe Qualität. Es wurde zum Vorbild für den Typ IX und ausländische Entwürfe.